# Guipry
Guipry (bretonisch: Gwipri) ist eine Ortschaft und eine Commune déléguée in der französischen Gemeinde Guipry-Messac mit 3830 Einwohnern (Stand: 1. Januar 2018) im Département Ille-et-Vilaine in der Region Bretagne. Die Einwohner werden Guipryen(ne)s genannt.

## Geographie
Guipry liegt am Fluss Vilaine, 33 Kilometer südsüdwestlich von Rennes. Umgeben wird Guipry von den Nachbarorten Guignen im Norden, Saint-Malo-de-Phily im Nordosten, Messac im Osten, Langon im Süden, Saint-Ganton im Südwesten, Pipriac und Lieuron im Westen sowie Lohéac im Nordwesten. In Messac liegt der bis 2015 betriebene Bahnhof Messac - Guipry (Bahnstrecke Rennes–Redon); durch Guipry führte die ehemalige Bahnstrecke Châteaubriant–Ploërmel.

## Geschichte
Erstmals erwähnt wurde der Ort im 7. Jahrhundert. Der Ortsname entwickelte sich von Wicbry (710) über uuiperiaca (834) zu Guicbri (913). Ursprünglich bestand hier auch eine Wallburg (Motte).
Die Gemeinde Guipry wurde mit Wirkung vom 1. Januar 2016 mit Messac zur Commune nouvelle Guipry-Messac zusammengelegt. Sie gehörte zum Arrondissement Redon.

### Bevölkerungsentwicklung
| Jahr      | 1962 | 1968 | 1975 | 1982 | 1990 | 1999 | 2006 | 2011 | 2018 |
| Einwohner | 2470 | 2530 | 2482 | 2525 | 2578 | 2991 | 3326 | 3688 | 3830 |

## Sehenswürdigkeiten
- Kirche Saint-Pierre aus dem 18. Jahrhundert, auf dem Fundament der früheren romanischen Kirche aus dem 11./12. Jahrhundert errichtet
- Schloss Les Champs, im 17. Jahrhundert erbaut, seit 1966 Monument historique
- Schloss La Provostière
- Getreidemühle an der Vilaine
- Flusshafen und Schleusenanlage bei Mâlon

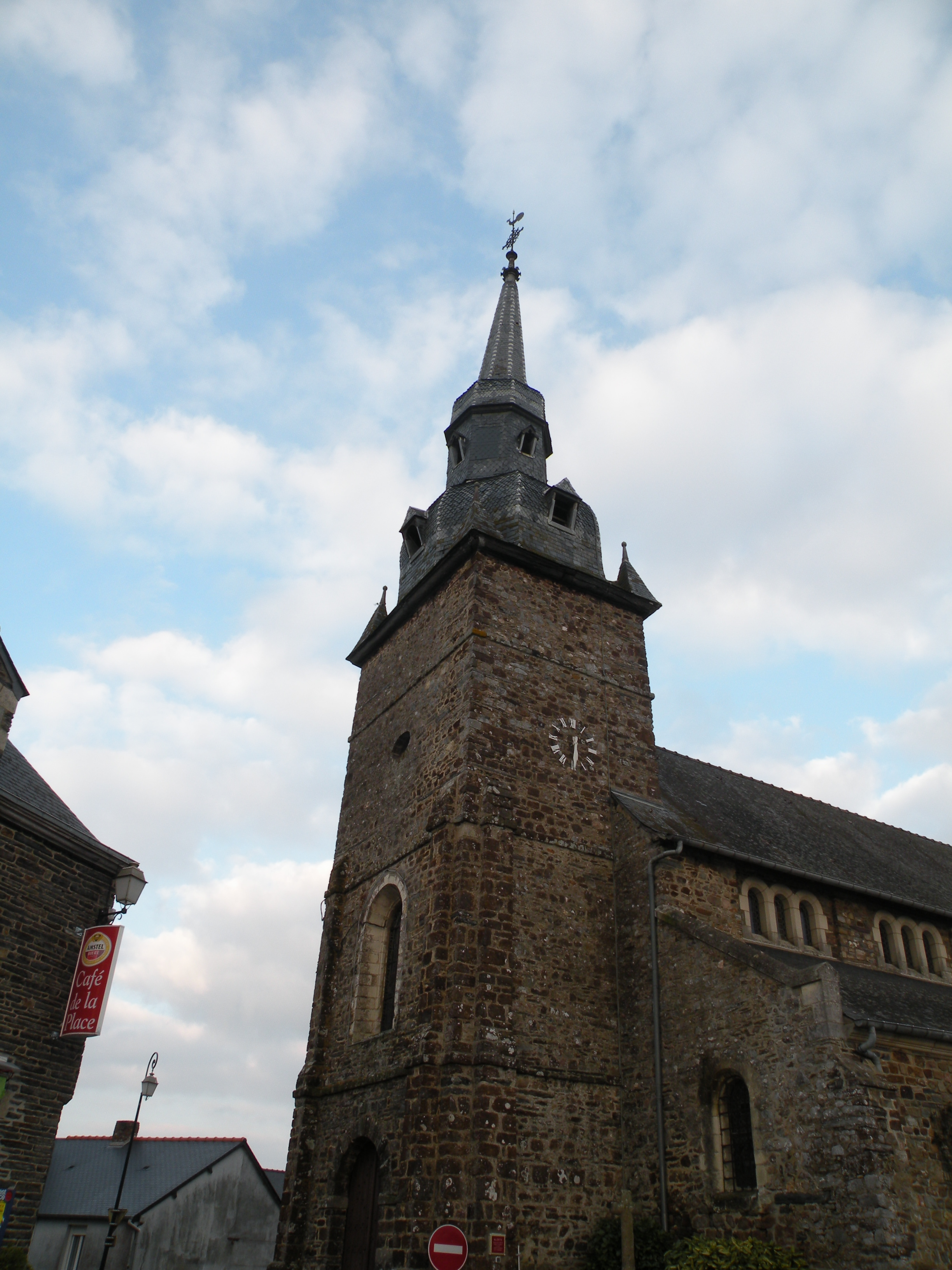
Kirche Saint-Pierre
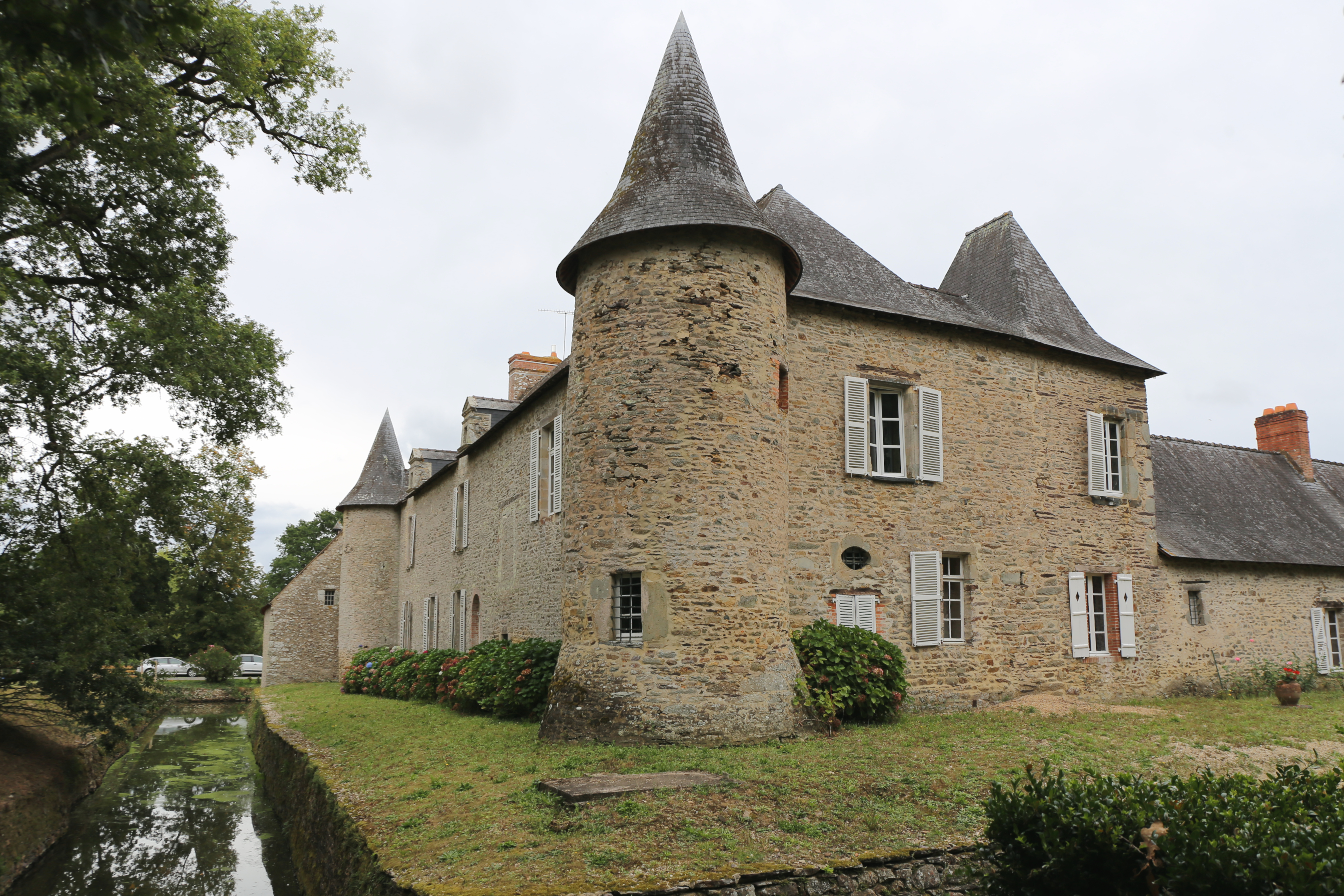
Schloss Les Champs